# Wyry (gmina)
Pour les articles homonymes, voir Wyry (homonymie).
La gmina de Wyry (en allemand : Wyrow) est une commune rurale de la voïvodie de Silésie et du powiat de Mikołów. Elle s'étend sur 34,45 km2 et comptait 6 328 habitants en 2006. Son siège est le village de Wyry qui se situe à environ 4 kilomètres au sud de Mikołów et à 15 kilomètres au sud-ouest de Katowice.
La gmina comprend deux localités, Gostyń et Wyry.

## Villes et gminy voisines
La gmina de Wyry est voisine des villes de Łaziska Górne, Mikołów, Orzesze et Tychy et de la gmina de Kobiór.